# Delta2 Gruis
Título a ser usado para criar uma ligação interna é Delta2 Gruis.

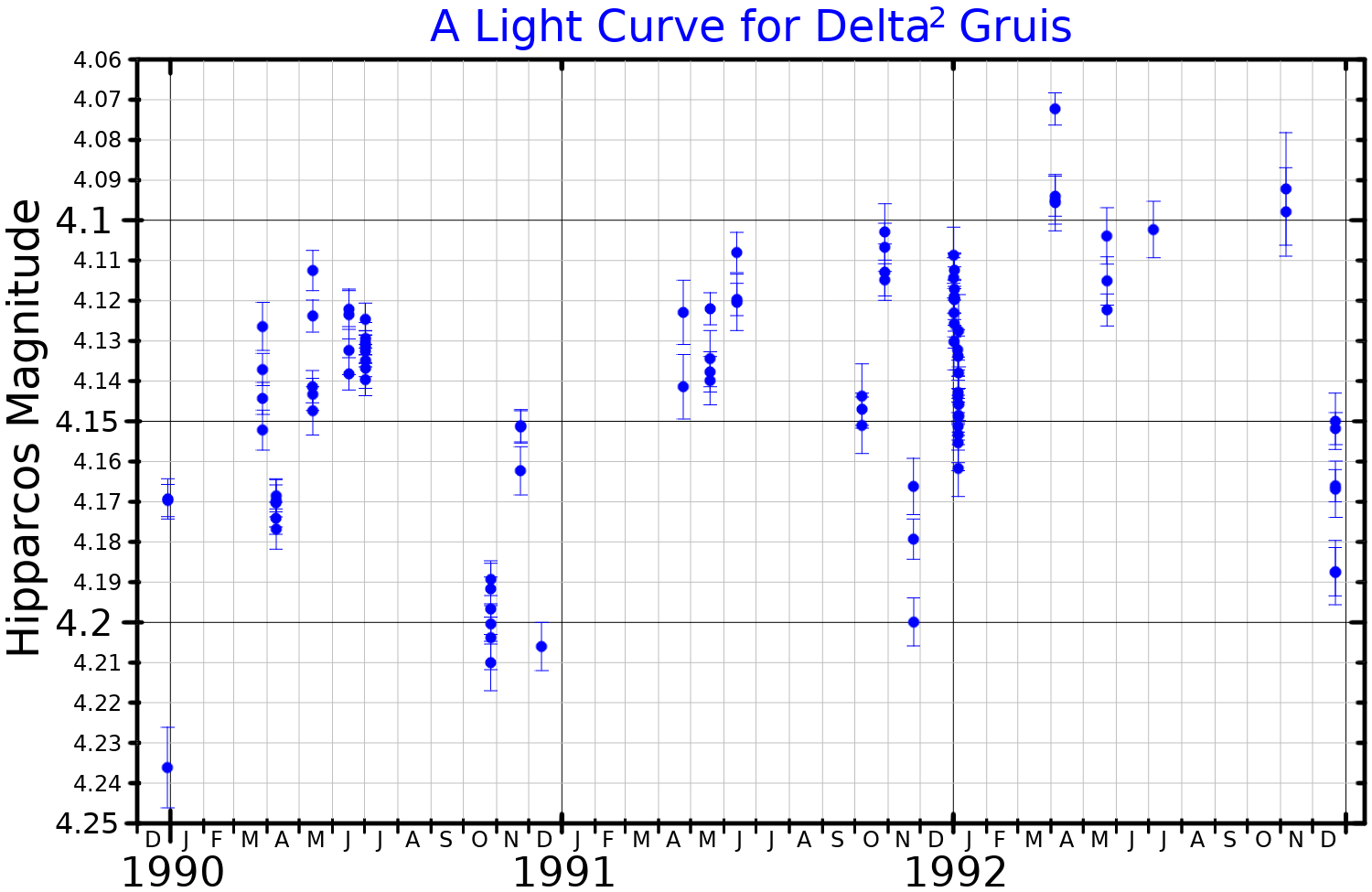
Uma curva de luz para Delta^{2} Gruis, plotada a partir de dados do Hipparcos

Delta2 Gruis (43 Gruis) é uma estrela na direção da constelação de Grus. Possui uma ascensão reta de 22h 29m 45.45s e uma declinação de −43° 44′ 57.2″. Sua magnitude aparente é igual a 4.12. Considerando sua distância de 325 anos-luz em relação à Terra, sua magnitude absoluta é igual a −0.87. Pertence à classe espectral M4.5IIIa.